# Гимназия № 44 (Тверь)
Гимназия № 44 города Твери — общеобразовательное учреждение, расположенное в Московском районе города Твери с профильным обучением (после 9 класса).

## История гимназии
В 1973 году школа № 44 была построена в микрорайоне Южный. Первым её директором стала Плетенская Любовь Степановна. Именно благодаря ей сложились основные традиции гимназии.
С 1976 по 1988 школой руководил Заслуженный учитель Российской Федерации Лемешев Иван Степанович, без его усилий школа не стала бы одной из лучших в городе.
Николай Степанович Марков стал третьим директором. При нём в 1994 году школе № 44 было присвоено почётное звание гимназии. В данный момент директором является Людмила Ивановна Дровосекова

## Символы гимназии

### Флаг
Прямоугольное полотнище с соотношением сторон 2:3, разделенное по вертикали на 3 части (полосы), левую — жёлтую, среднюю — зелёную и правую — красную, ширина которых составляет, соответственно, 1/6, 1/6 и 2/3 ширины флага.
На правой (красной) полосе флага изображена серебряная сова, держащая в лапах золотой ключ, бородка которого образована из цифр 44.

### Герб
1. Герб является собственностью школы-гимназии № 44 как юридического лица, служит её символом и используется во всех школьных документах (бланки, визитные карточки, печати, экслибрисы и т. д.).
2. Герб школы-гимназии № 44 не может быть изменён как в целом, так и в частности без согласования с администрацией школы в лице её директора.

Автор герба В. И. Лавренов. Художник В. Э. Зименс
Герб утверждён на заседании коллегии Всероссийского Геральдического общества от 19 декабря 1993 г. и внесён в Гербовый Матрикул ВГО за № 146.

#### Описание герба
В червлёном щите серебряная сова, держащая в лапах золотой ключ, бородка которого образована из цифр 44. Щит увенчан рыцарским решедчатым шлемом, коронованным червлёной просветительской короной. Намет червлёный и изумрудный, подбитый золотом. Девиз «DOCENDO DISCIMUS» (обучая — учимся) — золотые буквы на лазоревой ленте.

## Преподавательский состав
В школе на данный момент работают 6 учителей с почётным званием «Заслуженный учитель РФ», 13 почетных работников общего образования и один заслуженный работник физической культуры РФ.

## Известные ученики

### Выпуск 1990 года
- Голубкова, Анна Анатольевна (р. 1973) — российский литературный критик, литературовед, прозаик, поэт.